# 深圳书城中心城

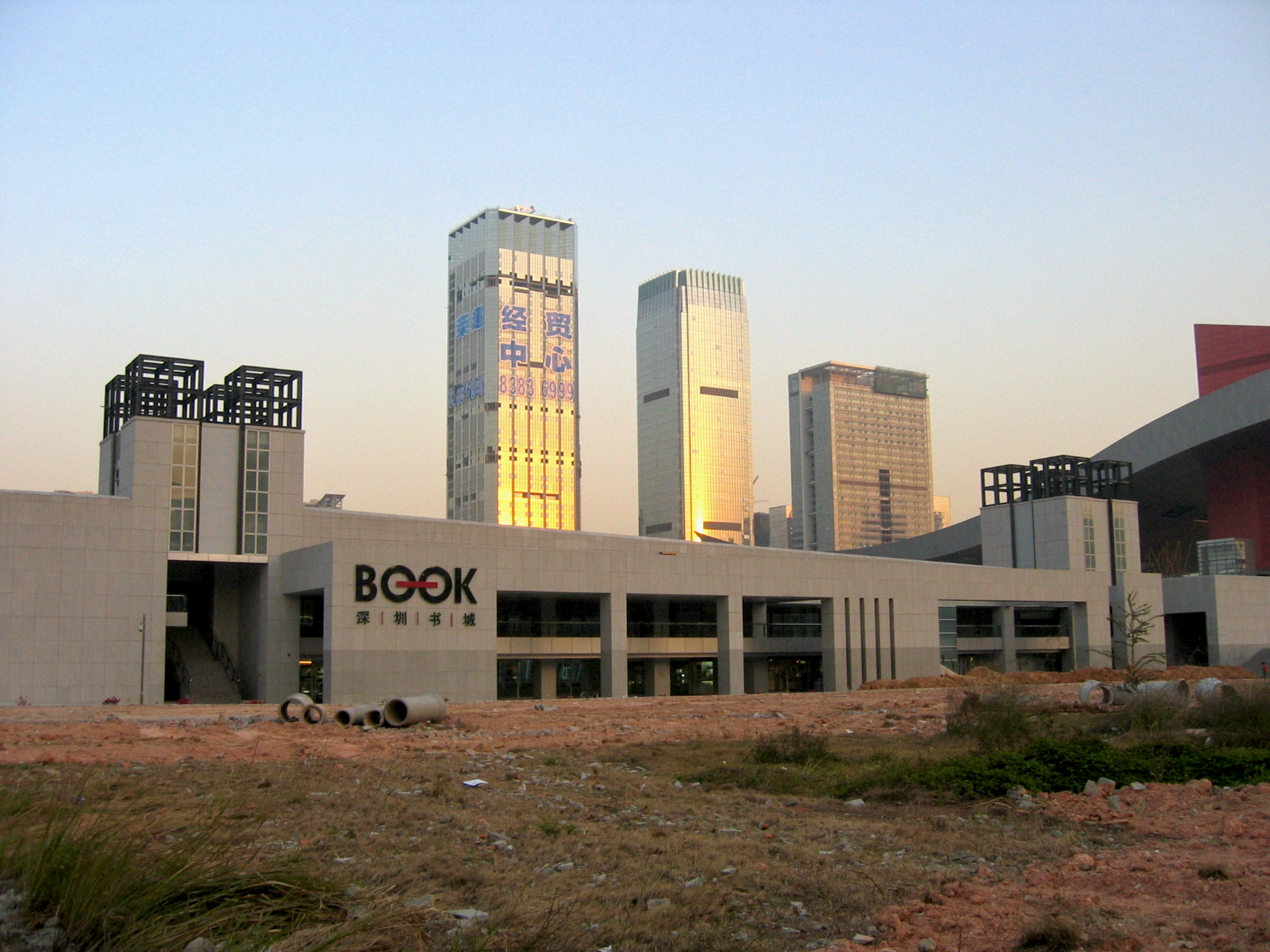
深圳书城中心城

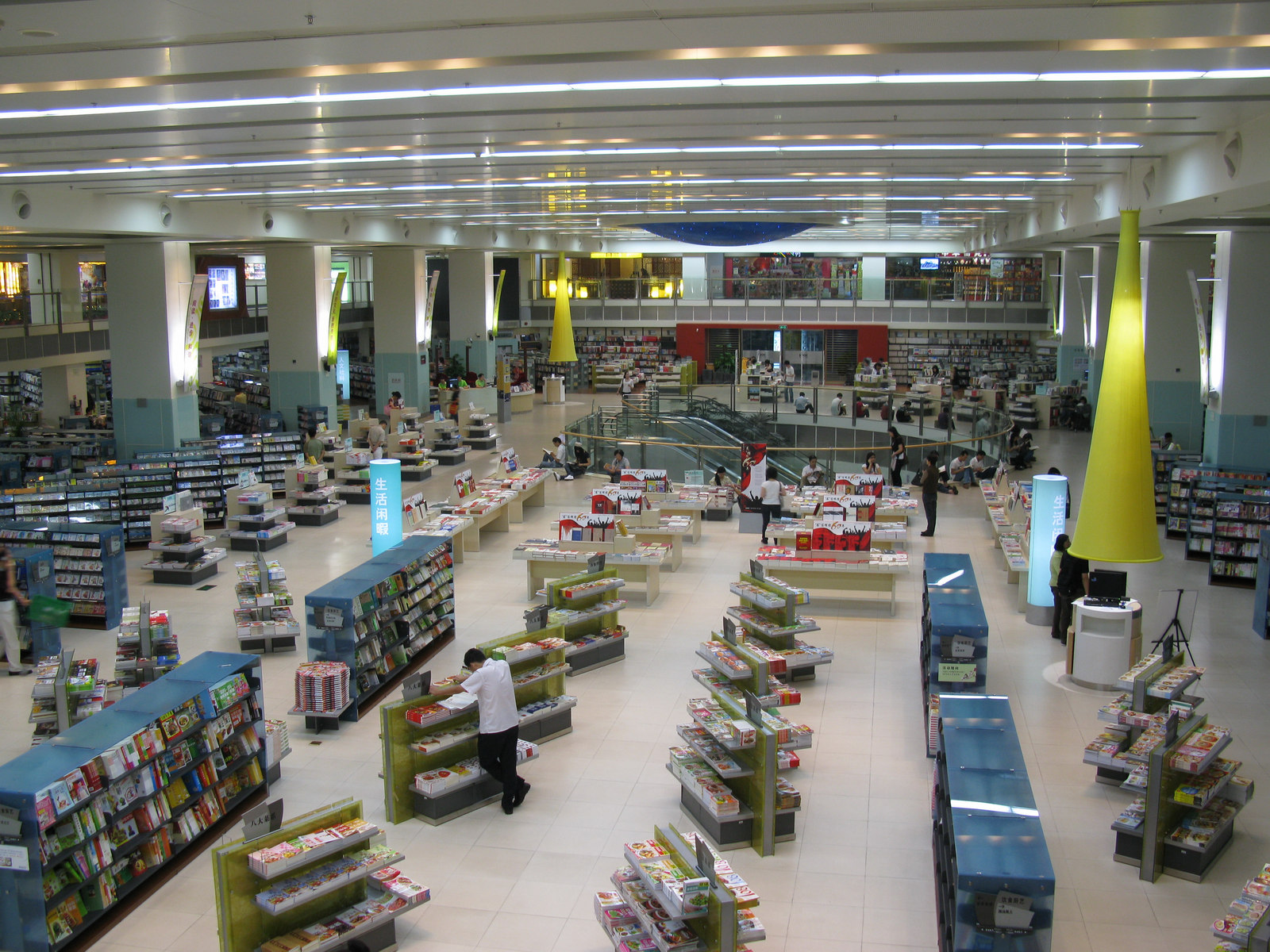
深圳书城中心城生活闲暇书店

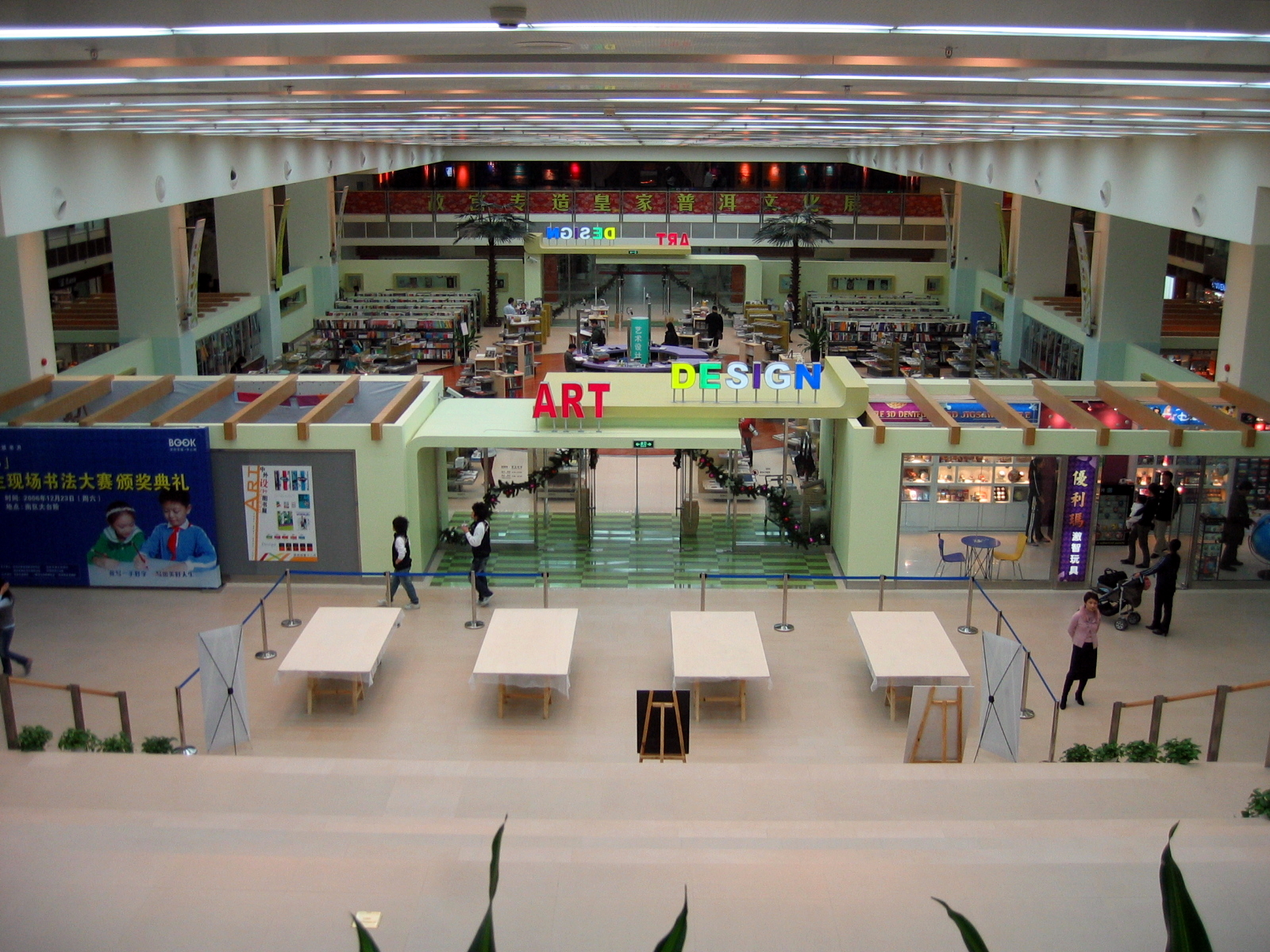
深圳书城中心城艺术设计书店

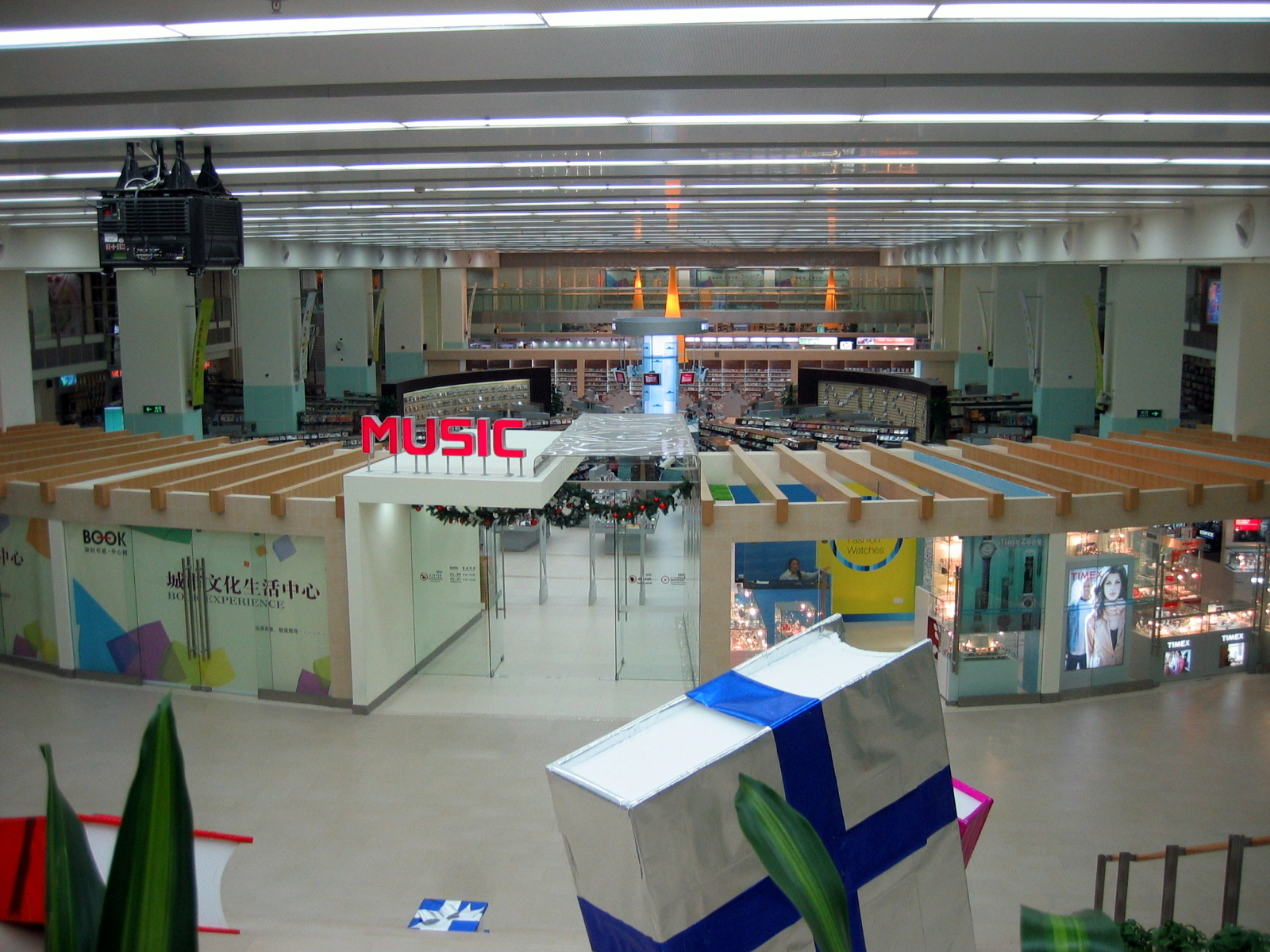
深圳书城中心城音像店

深圳书城中心城位于中国广东省深圳市商业中心区（CBD）北中轴线上，福田区福中一路，北邻莲花山，南接深圳市民中心，西邻深圳音乐厅、深圳图书馆，东毗深圳市少年宫，是“深圳书城”品牌的旗舰店。建筑面积8.2万平方米，是全国最大的书城。深圳书城中心城于2004年7月5日开工建设，2006年11月7日正式开业。深圳书城中心城隶属深圳市出版发行集团公司，是国有全资、独立核算的文化公司。

## 建築
深圳书城中心城占地8.7公顷，建筑面积8.2万平方米，为单层框架结构，由日本“黑川纪章建筑设计事务所”设计，室内设计由“凯里森建筑事务所”负责，经营面积4.2万平方米，是现时全世界单店经营面积最大的书城，被列入2003-2004年深圳市政府重点工程。
建筑物包括地下一层、夹层和地上一层共三层空间。地下层主要为停车区，设有近600个停车位。地面建筑分南北两区，红荔路和福中一路之间为“北区”，福中一路以南为“南区”，两区通过跨福中一路的连接体连接。书城东西两边是“诗、书、礼、乐”四个面积各1万平方米的绿色文化公园，书城的屋面除25米宽的步行轴外，两侧满布着绿色的植物，屋顶的覆土层可以让草坪和树木生长。首层和夹层拥有庞大的纵向共用大厅，两侧的屋顶有纵向延伸的天窗，南、北两区分别有一方一圆两处庭园，取“天圆地方”之意，直通天面，接引天然光和绿色植物景观的作用。

## 經營
深圳書城中心城為首家體驗式書城，引入「書店商場二合一」（BookMall）概念。在大賣場中規劃出近2萬平方米用於展示與銷售出版物及文化用品，除了設有中心書店外，還開設了「人文社科書店」（北區首層）、「經濟管理書店」（北區首層）、「藝術設計書店」（南區首層）、「生活閒暇書店」（北區首層）、「科學技術書店」（北區負一層）、「音悅時空主題店」（北區首層）、「青少年主題店」（北區負一層）、「外文原版書店」、24小時營業的「星光悅讀棧」（南区首层）等特色店，組合近30萬品種的產品。還整合了品位餐飲（星巴克、illy coffee、紫苑茶館、面點王、味千拉麵、可頌坊、仙蹤林、必勝客等）、休閒娛樂、創意產品和文化精品等專案，提供一站式、多元化的文化消費選擇與體驗。

## 小資料
- 中心城提供的紙質購物袋需要收費，大、中、小不同型號價格分別為人民幣1.5元、1元及5角。
- 中心城洗手間男女蹲位比例近1：3，並設定專門的殘障人洗手間，提供手語服務。
- 中心城的背景音樂由專業人士精心編排，背景音樂因季節、天氣、時段而不同。
- 中心城的播音服務採用普通話、英語、粵語三種語言。

## 交通
深圳地鐵3号线、4号线的少年宮站設有地下通道連接地庫層。紅荔路、福中路亦有多線公交途經。

## 临近建築
- 深圳图书馆
- 深圳音乐厅
- 深圳少年宮
- 市民中心
- 莲花山公园

## 外部連結
- 深圳書城